# Potamilus ohiensis
Potamilus ohiensis е вид мида от семейство Unionidae. Видът не е застрашен от изчезване.

## Разпространение и местообитание
Разпространен е в САЩ (Айова, Алабама, Арканзас, Западна Вирджиния, Илинойс, Индиана, Канзас, Кентъки, Луизиана, Минесота, Мисисипи, Мисури, Мичиган, Небраска, Оклахома, Охайо, Северна Дакота, Тексас, Тенеси, Уисконсин и Южна Дакота).
Обитава пясъчните дъна на сладководни басейни, реки и потоци.

## Описание
Популацията на вида е стабилна.